# Guillermo Ortíz
Guillermo Hector Ortíz Camargo (25 giugno 1940 – 17 dicembre 2009) è stato un calciatore messicano, di ruolo attaccante.

## Carriera
Con la Nazionale messicana ha preso parte ai Mondiali 1962.